# AronChupa
Aron Michael Ekberg (Borås, 30 de marzo de 1991), más conocido como AronChupa, es un DJ, remezclador, productor discográfico, compositor y futbolista sueco. Es miembro del grupo de electro-hip hop Albatraoz, formado en 2012, con el que alcanzaron el número 36 en la lista de Suecia con su sencillo debut titulado "Albatraoz". Aron también es miembro del club de fútbol Byttorps IF de la Cuarta División de Suecia, donde se desempeña como guardameta. Ganó notoriedad en 2014 como solista con la canción "I'm an Albatraoz" a dúo con su hermana Nora Ekberg, que fue número 1 en Suecia y varios países de Europa.

## Discografía

### Extended plays
| Título | Detalles del Álbum                                                                         |
| ------ | ------------------------------------------------------------------------------------------ |
| Russ   | - Lanzamiento: 15 de marzo de 2014 - Formato: Descarga digital - Discográfica: Aron Ekberg |

### Sencillos
| Título                                                                      | Año  | Mejor posición | Mejor posición | Mejor posición | Mejor posición | Mejor posición | Mejor posición | Mejor posición | Mejor posición | Mejor posición | Mejor posición | Certificaciones | Álbum         |
| Título                                                                      | Año  | SWE            | AUS            | AUT            | DEN            | FIN            | GER            | ITA            | NLD            | NOR            | NZ             | Certificaciones | Álbum         |
| --------------------------------------------------------------------------- | ---- | -------------- | -------------- | -------------- | -------------- | -------------- | -------------- | -------------- | -------------- | -------------- | -------------- | --- | ------------- |
| "I'm an Albatraoz"                                                          | 2014 | 1              | 2              | 2              | 1              | 5              | 4              | 7              | 2              | 5              | 3              | - IFPI SWE: 2× Platinum - ARIA: 2× Platinum - IFPI AUT: Gold - IFPI DEN: Platinum - BVMI: Gold - RIAA: Gold - FIMI: Platinum - RMNZ: Platinum | No Disponible |
| "Fired Cuz I Was Late"                                                      | 2015 | 100            | —              | —              | —              | —              | —              | —              | —              | —              | —              | | No Disponible |
| "Little Swing"' (featuring Nora)                                            | 2016 | —              | —              | —              | —              | —              | —              | —              | —              | —              | —              | | No Disponible |
| "Llama in my room" (featuring Nora)                                         | 2017 | —              | —              | —              | —              | —              | —              | —              | —              | —              | —              | |               |
| "Rave in the Grave"(featuring Nora)                                         | 2018 | —              | —              | —              | —              | —              | —              | —              | —              | —              | —              | |               |
| "—" denota un lanzamiento que no trazó o no fue lanzados en ese territorio. |      |                |                |                |                |                |                |                |                |                |                | |               |

### Sencillos promocionales
| Canción           | Año  | Álbum     |
| ----------------- | ---- | --------- |
| "Copacabana"      | 2014 | sin álbum |
| "Heaven On Earth" | 2014 | sin álbum |